# Schwarzwaldfahrt aus Liebeskummer
Schwarzwaldfahrt aus Liebeskummer ist ein deutscher Spielfilm von Werner Jacobs aus dem Jahr 1974. Es war der letzte Spielfilm, in dem Roy Black auftrat.
Von Horst Jankowski existiert das Musikstück Eine Schwarzwaldfahrt (A Walk in the Black Forest); dieses hat jedoch nichts mit dem Film zu tun.

## Handlung
Architekt Hannes Cremer hat genug: Als er im Auftrag seines Chefs das Ehepaar Klingenberg zu einer billigen Hotelrenovierung überreden soll, obwohl nur eine teure Renovierung wirklich sinnvoll wäre, sagt er Breitner die Meinung und kündigt. Da er zudem mit Breitners Tochter Janine liiert ist, beendet er auch seine Beziehung und reist nach Seebruck in den Schwarzwald zu seinem Großvater, wo er alles hinter sich lassen will.
Auch die Freundinnen Renate, Ilse, Mucki und Babs sind im Schwarzwald unterwegs. Sie unternehmen eine Radtour zu ihrer Freundin Eva, die in Wendlingen heiraten will. Renate konnte jedoch nur schwer zur Mitreise überredet werden, da ihr Verlobter heimlich eine andere geheiratet hat.
Unterwegs lernen sich Hannes und die vier zufällig kennen; die Wege trennen sich jedoch schon bald wieder. In Seebruck trifft Hannes nicht nur seinen Großvater, sondern auch seine kleine Cousine Annie, die wegen einer Krankheit ihrer Mutter beim Großvater Ferien macht. Der wiederum hat seine beiden Pferde an den Bauern Schwarzer in Langenbach verkauft – angeblich, weil sie ihm in seinem hohen Alter zu viel Mühe machen. Auf des Großvaters Bitte macht sich Hannes mit Annie im Pferdewagen auf den Weg zu Herrn Schwarzer, um ihm die Pferde zu bringen.
Unterwegs treffen die beiden erneut auf die vier jungen Frauen, die auf einer Suche nach einer Unterkunft sind und von Hannes zum Räbele-Bauern geschickt werden. Obwohl Hannes und Annie vom Großvater vorgewarnt wurden, kehren auch sie beim Räbele ein, wo ein Fest stattfindet und das neue Kirschwasser der Saison verkostet wird. Zwischen Hannes und der angehenden Tierärztin Renate entspinnt sich eine Romanze, auch wenn Renate noch nicht für eine neue Beziehung bereit ist.
Hannes, Annie und die vier Freundinnen legen ein Stück des Weges im Pferdewagen zurück. So kann Renate auch helfen, als bei einem Bauernhof in der Nähe ein Pferd verunglückt ist. Nach erfolgreicher Behandlung kommen sich Renate und Hannes näher, als plötzlich Janine auf der Suche nach Hannes auftaucht. Renate interpretiert die Situation falsch und reist allein ab. Hannes erklärt Janine, dass ihre Beziehung beendet sei. Auch Janines Vater ist inzwischen auf der Suche nach Hannes, haben doch die Klingenbergs einer teuren Renovierung ihres Hotels zugestimmt, wenn Hannes diese leitet.
Sie treffen auf Hannes, der wiederum erfahren hat, dass sich Renate in Todtmoos aufhält. Er leiht sich den Wagen seines Chefs und fährt nach Todtmoos, nur um dort Renate eng umschlungen mit einem anderen Mann zu sehen. Es handelt sich um den Modefotografen Harry, der Renate versehentlich umgerannt hatte und sie nun stützend ins nächste Gasthaus brachte. Hannes fährt enttäuscht zurück zu Annie und den Pferden. Seinem Freund Uwe, der als Zimmermann von Hamburg in den Schwarzwald gekommen ist, erzählt er, dass es zwischen ihm und Renate aus sei. Dies wiederum hört Annie, die Renate in ihr Herz geschlossen hat. Sie geht allein nach Todtmoos und verirrt sich im Wald. Hannes, Uwe und Renate begeben sich gemeinsam auf die Suche und finden sie schließlich. Renate hat am nächsten Tag ein Fotoshooting mit Harry und verpasst dadurch eine Verabredung mit Hannes, der nun endgültig vom Ende der Beziehung überzeugt ist.
Ilse, Mucki und Babs sind inzwischen bei der zukünftigen Braut Eva in Wendlingen angekommen. Der fehlt zu ihrem Hochzeitskleid noch der Rock, der bestellt, aber nicht geliefert wurde. Herr Zwicker, der den Rock besorgen soll, hat eine Panne und wird von Hannes, Annie und dem Pferdewagen aufgelesen. Sie bringen den Rock gemeinsam zu Eva, wo Hannes auf ein Wiedersehen mit Renate hofft. Die jedoch ist mit Harry direkt zur Hochzeitskirche gefahren, wo sie und Hannes schließlich wieder zusammentreffen und alle Missverständnisse klären können.
Hannes hat inzwischen erfahren, dass sein Großvater die Pferde nicht verkaufen wollte, sondern aus Geldnot handelte: Er hat die Behandlung von Annies Mutter bezahlt und sich dabei bei Bauer Schwarzer verschuldet. Hannes erbittet sich das Geld von seinem Chef als Spende dafür, dass er wieder bei ihm arbeiten wird. Der Großvater erhält seine Pferde zurück, und Hannes und Renate werden endgültig ein Paar.

## Produktion

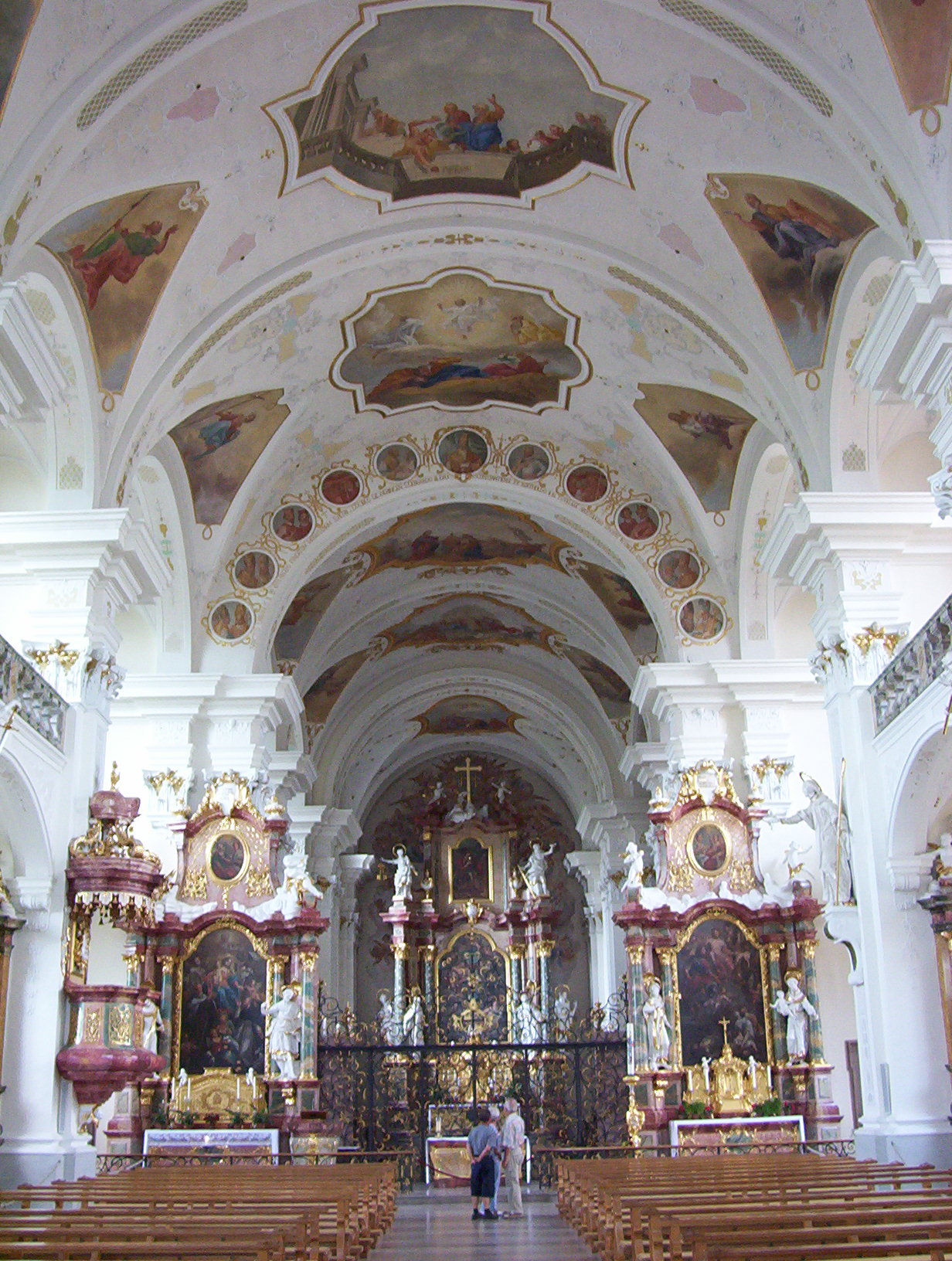
Drehort der Hochzeit: Die Barockkirche St. Peter

Die Dreharbeiten fanden vom 3. Oktober 1973 bis zum 2. November 1973 im Schwarzwald (u. a. bei Todtmoos) statt. Die  Hochzeit wurde in der Klosterkirche St. Peter auf dem Schwarzwald gedreht. Als weitere Kulisse diente das Heimatmuseum Hüsli in Grafenhausen.
Roy Black singt im Film verschiedene Schlager: Hoch auf dem gelben Wagen, Meine Freunde sind die Pferde, Ach, wie ist’s möglich dann, Alle warten auf das Glück und Ich will dich nicht verlieren. Die musikalische Begleitung übernahm dabei James Last mit seinem Orchester. James Last war zudem für die filmische Begleitmusik zuständig. Viele dieser Stücke sind auf seinem Album Ännchen von Tharau bittet zum Tanz zu finden.
Der Titel des Films nimmt Anklang an den populären Heimatfilm Moselfahrt aus Liebeskummer aus dem Jahr 1953. Die Uraufführung des Films war am 8. März 1974.

## Kritik
Das Lexikon des internationalen Films bezeichnete Schwarzwaldfahrt aus Liebeskummer als „von Schlagern umrahmte Serienunterhaltung nach ‚volkstümlichem‘ Muster“.
Die Zeitschrift Tagesspiegel nannte in einem zeitgenössischen Kommentar „diese Wald-und Wiesenmasche von Werner Jacobs eine Zumutung. Die Weisen von James Last, im trostlosen Happy-Sound gespielt, und die Lieder von Roy Black, in die darstellerische Tätigkeit unmotiviert hineingesungen.“